# Atomaufsichtsbehörde
Mit Atomaufsichtsbehörde oder meist kurz Atomaufsicht werden Kontroll-, Aufsichts- und Zulassungsorgane für zivile Nuklearanlagen auf nationaler wie internationaler Ebene bezeichnet.

## Geschichte
In den 1960er Jahren gab es in vielen industrialisierten Ländern eine Atomkraft-Euphorie. Bis etwa 1975 entstanden in vielen Ländern Anti-Atomkraft-Bewegungen. Viele forderten, die Atomaufsicht von anderen Behörden zu trennen, deren Wirken die Kernkraft eher förderte. Dies geschah nach und nach anhand einiger bekannter Beispiele:
- 1975 gründeten die USA die NRC (Nuclear Regulatory Commission); sie übernahm Aufgaben, die zuvor auch die United States Atomic Energy Commission (AEC) wahrgenommen hatte.
- Frankreich gründete die ASN (Autorité de sûreté nucléaire)
- das Vereinigte Königreich trennte die Mission Control, welche für die Inspektion der Nuklearanlagen verantwortlich zeichnet, von der United Kingdom Atomic Energy Authority (UKAEA).

## Deutschland
In Deutschland sind die atomrechtlichen Aufsichts- und Genehmigungsbehörden bei den Bundesländern angesiedelt, während die Gesetzgebungskompetenz im Atomrecht dem Bund obliegt.
Die deutschen Atomaufsichtsbehörden sind in aller Regel dem betreffenden Umweltministerium zugeordnet und beaufsichtigen die Sicherheit aller kerntechnischen Anlagen des jeweiligen Bundeslandes und genehmigen alle wesentlichen sicherheitstechnischen Änderungen. Die Ansiedlung der Atomaufsichtsbehörden bei den Bundesländern war eine der Grundlagen für den Streit um die Zustimmungspflicht des Bundesrates bei der Laufzeitverlängerung deutscher Kernkraftwerke im Jahr 2010 durch die Bundesregierung. In anderen Ländern wie Großbritannien oder der Schweiz ist die Atomaufsicht im Unterschied zu Deutschland eine Bundesbehörde.
Instrumente der kontinuierlichen Kontrolle bilden Fernüberwachungssysteme, insbesondere die der Kernreaktoren, sowie Mess- und Überwachungssysteme für die Radioaktivität in der Umwelt.

### Behörden
In Deutschland sind die folgenden Behörden bekannt:
- Bundesamt für die Sicherheit der nuklearen Entsorgung (BASE)
- Bundesamt für Strahlenschutz (BfS)
- Bundesministerium für Umwelt, Naturschutz, nukleare Sicherheit und Verbraucherschutz (BMUV)

## International
Hinweis: Die Liste fokussiert sich auf Aufsichtsbehörden. Atomkommissionen (oftmals bekannt als Atomic Energy Commission) oder andere Behörden wie z. B. CEA, JAEA existieren und sind häufige die Hauptbehörde für Kernenergie und Forschung im jeweiligen Land. Die Liste ist insofern unvollständig, als sich die Behörden über die Dekaden häufig verändert haben und eine Abgrenzung der Aufgaben im Einzelfall geprüft werden muss.
- Australien: Australian Atomic Energy Commission (AAEC)
- Belgien: Föderalagentur für Nuklearkontrolle (FANK) / Federaal Agentschap voor Nucleaire Controle / Agence fédérale de contrôle nucléaire (Belgien ist dreisprachig)
- China: China Atomic Energy Authority (CAEA)[3]
- DDR: Staatliches Amt für Atomsicherheit und Strahlenschutz (bis 1990)
- Finnland: STUK (Finnisch: Säteilyturvakeskus; Schwedisch: Strålsäkerhetscentralen)
- Frankreich: Autorité de sûreté nucléaire (ASN)
- Großbritannien:
  - Office for Nuclear Regulation (ONR), 2011 hervorgegangen aus dem Nuclear Installations Inspectorate (NII)
  - Nuclear Decommissioning Authority (NDA), Aufsichtsbehörde für Stilllegung und Demontage
- Indien: Atomic Energy Regulatory Board[4]
- Internationale Atomenergie-Organisation (IAEO, engl. International Atomic Energy Agency, IAEA)
- Iran: Iranische Atomenergieorganisation
- Israel: Israelische Atomenergiekommission
- Japan:
  - Japanische Atomaufsichtsbehörde (NISA)
  - Genshiryoku Kisei Iinkai (wurde am 19. September 2012 erklärtermaßen eingerichtet, um die im Zuge der Nuklearkatastrophe von Fukushima 2011 bemängelte Unabhängigkeit der Atomaufsicht zu stärken)
- Kanada: Canadian Nuclear Safety Commission (CNSC)[5]
- Mongolei: The Nuclear Energy Commission[6]
- Niederlande: Autoriteit Nucleaire Veiligheid en Stralingsbescherming (ANVS)[7]
- Pakistan: Pakistan Nuclear Regulatory Authority (PNRA)[8]
- Russland: Rostechnadzor (RTN)[9]
- Schweden: Strålsäkerhetsmyndigheten (SSM). Die Statens kärnkraftinspektion wurde 2008 aufgelöst und in die SSM integriert[10]
- Schweiz: Eidgenössisches Nuklearsicherheitsinspektorat (ENSI)
- Slowakei: Úrad jadrového dozoru SR (ÚJD SR)
- Slowenien: Slovenian Nuclear Safety Administration[11] (siehe auch Kernkraftwerk Krško)
- Spanien: Consejo de Seguridad Nuclear (CSN)[12]
- Südkorea: Nuclear Safety and Security Commission (NSSC)[13]
- Tschechien: SUJB (State Office for Nuclear Safety)[14]
- UK: Siehe Großbritannien
- USA: Nuclear Regulatory Commission (NRC)